# Németh Zoltán (orvos)
Németh Zoltán (Győr, 1960. február 6. –) orvos, szülész-nőgyógyász szakorvos, a Magyar Kontinencia és Urogynekológiai Társaság vezetőségi tagja. Magyar és német állampolgár, a bécsi Krankenhaus der Barmherzigen Brüder Wien nőgyógyászatának osztályvezető főorvosa.

## Élete és pályafutása
Hieró Terézia szülésznő és Dr. Németh Zoltán Károly szülész-nőgyógyász gyermekeként 1960. február 6-án született. A győri Révai Miklós Gimnázium elvégzése után 1986-ban a budapesti Semmelweis Orvostudományi Egyetemen szerzett orvosi diplomát „summa cum laude” minősítéssel. 1984-1985-ben egy évet töltött a párizsi Pierre et Marie Curie Tudományegyetem Orvosi Fakultásán vendéghallgatóként. Párizsi tartózkodása alatt a Sorbonne Tudományegyetemen felsőfokú diplomát szerzett francia nyelv és irodalomból. 1986-1991 között a győri Petz Aladár Megyei Kórház szülészet-nőgyógyászati osztályán dolgozott mint orvosmunkatárs. Az 1989-es év teljes egészét a Kieli Orvostudományi Egyetem Szülészet-Nőgyógyászati Klinikáján töltötte, ahol Prof. Dr. Kurt Semm-től elsőkézből tanulhatta az akkor forradalmi újdonságnak számító minimálisan invazív műtéti módszert. 1990-ben jelesen vizsgázva Budapesten megszerezte a szülész-nőgyógyász szakorvosi diplomát. Szakmai nézeteltérések miatt útja a németországi Észak-Rajna-Vesztfáliába vezetett. A német szülész-nőgyógyász szakorvosi diplomát 1993-ban szerezte meg kitünő minősítéssel Düsseldorfban.
1995-ben Bécs legpatinánsabb kórházában, a több mint 400 éve fennálló Krankenhaus der Barmherzigen Brüder Wien nőgyógyászati osztályán főorvosként kezdett dolgozni. Bevezette az operatív laparoszkópiás eljárásokat, melyeket állandóan továbbfejlesztett és bővített. Az endoszkópia mellett az egész nőgyógyászati operatív spektrumot elsajátította és magas szinten műveli. Kórházi munkája elismeréseként 2014 májusától ideiglenesen, majd 2015 januárjától véglegesen kinevezték a bécsi kórház nőgyógyászati osztály vezetőjének, melyet 2015 decemberében munkája elismeréseként a professzori kinevezés követett.

## Tudományos munkássága
Figyelme a minimálisan invazív  műtéti megoldások mellett a kismedencei problémák konzervatív kezelésének lehetőségei felé irányult. A hüvely- és méhsüllyedés valamint a vizelet inkontinencia sok nő életminőségét befolyásolja rendkívül negatívan. Egy régóta ismert pesszárium (kockapesszárium) újszerű, önterápiaként való alkalmazásával teljesen új perspektívát nyújtott ezen a területen. 
Ezen kívül kifejlesztette a LadyPower Komplex Konzervatív Terápiát a kismedencei szervek süllyedésében szenvedő betegek kezelésére - hólyagsérv, végbélsérv, méhsüllyedés esetén. Ez a terápia a szülés alatt elszenvedett izomsérülés függvényében akár teljes gyógyuláshoz vezethet. A terápia a szilikon kocka pesszárium, az elektrostimuláció és a hüvelysúllyal végzett gyakorlatok kombinációján alapszik. Először 2009-ben Győrött, majd Miskolcon és Budapesten alapított LadyPower nőgyógyászati rendelőket. 2014-ben fejezte be PhD tanulmányait a Pécsi Tudományegyetem Egészségtudományi Karán. Tézisét „Alternatív kezelési módszerek a medencefenék rendellenességeinek kezelésében” címmel „summa cum laude” minősítéssel fogadta el az értékelő bizottság.

## Tagságok
- Magyar Kontinencia és Urogynekológiai Társaság (vezetőségi tag)
- International Urogynecological Association
- European Urogynaecology Association
- European Society of Gynaecological Oncology
- Magyar Nőorvos Társaság
- Osztrák Nőorvos Társaság